# Елвуд Сити (Пенсилванија)
Елвуд Сити (енгл. Ellwood City) град је у америчкој савезној држави Пенсилванија.

## Демографија
По попису из 2010. године број становника је 7.921, што је 767 (-8,8%) становника мање него 2000. године.
| Група             | 2000.         | 2010.         |
| Белци             | 8.500 (97,8%) | 7.610 (96,1%) |
| Афроамериканци    | 70 (0,8%)     | 91 (1,1%)     |
| Азијати           | 20 (0,2%)     | 26 (0,3%)     |
| Хиспаноамериканци | 52 (0,6%)     | 101 (1,3%)    |
| Укупно            | 8.688         | 7.921         |